# Viscum
- Commons
- Wikispecies

Viscum é um género botânico pertencente à família Santalaceae, de arredor de 70-100 espécies de visgo, nome comum do género. São nativos de regiões temperadas e tropicais de Europa, África, Ásia e Australásia. Tradicionalmente, o gênero tinha sua própria família (Viscaceae), mas uma recente pesquisa genética do Grupo de Filogenia das Angiospérmicas ("Angiosperm Phylogeny Group") mostram que esta família deve estar dentro duma grande circunscrição da família Santalaceae.
São plantas semiparasíticas com ramos de 15–80 cm de longo, crescendo em outras árvores. A folhagem é dicotômica ou de ramagem verticilada, com pares opostos de folhas verdes que fazem algum de fotossíntese (mínima em algumas espécies, como V. nudum), mas tomam seus minerais e água do hóspede. Diferentes espécies de visgo têm distintos hóspedes.
As flores são inconspícuas,amarelo-esverdeadas, de 1 a 3 mm de diâmetro. O fruto é uma baga, branco, amarelo, laranja ou vermelho quando maduro, com várias sementes no interior do suco pegajoso contido no fruto; as aves, ao comê-lo, dispersam as pegajosas sementes que ficam aderidas aos ramos das  árvores podendo germinar desse modo.

## Espécies
- Viscum album com bagas
- Viscum album
- Viscum articulatum
- Viscum bancroftii
- Viscum coloratum
- Viscum cruciatum
- Viscum diospyrosicola
- Viscum fargesii
- Viscum liquidambaricola
- Viscum loranthi
- Viscum mínimo
- Viscum monoicum
- Viscum multinerve
- Viscum nudum
- Viscum orientale
- Viscum ovalifolium
- Viscum triflorum
- Viscum whitei
- Viscum yunnanense

## Classificação do gênero
| Sistema | Classificação                    | Referência               |
| ------- | -------------------------------- | ------------------------ |
| Linné   | Classe Dioecia, ordem Tetrandria | Species plantarum (1753) |